# Лика, Хазби
Хазби Лика (макед. Хазби Лика; род. 1972) — государственный и политический деятель Республики Македония. Бывший боец Армии освобождения Косова и Армии национального освобождения, в настоящее время член Демократического союза за интеграцию.

## Биография
Родился 19 апреля 1972 года в Тетове, Социалистическая Республика Македония. В 2001 году Хазби Лика был комендантом в Тетове во время конфликта в Македонии и по некоторым данным стоял за организацией нападения на солдат вооружённых сил Республики Македония в Вейце.
В ходе конфликта Хазби Лика являлся командиром 112-й бригады Армии национального освобождения. 27 июня 2003 года был назначен заместителем министра внутренних дел Республики Македония, а с 2005 по 2009 год являлся мэром Тетова.
По данным ежедневной газеты «Новая Македония», Хазби Лика за время своего правления нанёс финансовый ущерб общине Тетово на три миллиона евро. Является членом Демократического союза за интеграцию и возглавляет партийное отделение в Тетове. В 2017 году был назначен заместителем премьер-министра Республики Македония для реализации положений Охридского соглашения в правительстве Зорана Заева.